# Криворізька єпархія УПЦ КП
Криворі́зька єпа́рхія — колишня єпархія Української православної церкви Київського патріархату, що охоплювала південні райони Дніпропетровської області. Єпархіальний центр — м. Кривий Ріг. Ліквідована внаслідок об'єднання з Дніпропетровською єпархією.

## Історія єпархії
Історичну сторінку Криворізька єпархія розпочинає з кінця XVII початок XVIII століття. Тоді ці землі були канонічною територією Російської Православної Церкви.
Після ухвалення Верховною Радою України 24 серпня 1991 року рішення про проголошення України незалежною державою, 1-3 листопада 1991 року відбувся Всеукраїнський Помісний Собор УПЦ, який одноголосно ухвалив рішення про повну канонічну незалежність, тобто автокефалію Української Православної Церкви.
25 червня 1992 р. на Всеукраїнському Помісному Соборі, було проголошено об'єднання частини Української Православної Церкви і Української Автокефальної Православної Церкви в єдину Українську Православну Церкву Київського Патріархату.
Дніпропетровсько-Запорізька єпархія також ввійшла до складу УПЦ-КП.
1 лютого 1996 року рішенням Священного Синоду УПЦ-КП єпархію було розділено на Дніпропетровську й Запорізьку. Дніпропетровську єпархію очолив архієпископ Адріан (Старина), Запорізьку- єпископ Григорій (Качан).
21 жовтня 2009 року відбувся новий поділ єпархії, що доводить лише те, що Українська Православна Церква Київського Патріархату не занепадає, а продовжує рости. Цього дня Священним Синодом УПЦ-КП було ухвалено рішення про поділ Дніпропетровської єпархії на Дніпропетровську та Криворізьку. Дніпропетровську єпархію очолив єпископ Симеон (Зінкевич), Криворізьку — митрополит Адріан (Старина).
Рішенням Священного Синоду УПЦ-КП від 13 травня 2011 року митрополита Адріана (Старину) було відсторонено від керування єпархією. Тимчасово керуючим було призначено єпископа Дніпропетровського і Павлоградського Симеона (Зінкевича). 13 грудня 2011 року єпархію було об'єднано із Дніпропетровською єпархією за бажанням місцевого духовенства.

## Дивись також
- Дніпропетровська єпархія Української православної церкви — Київського патріархату